# Luisa Neubauer
Luisa-Marie Neubauer (Amburgo, 21 aprile 1996) è una politica e attivista tedesca per la protezione del clima.
In Germania è una delle principali organizzatrici dello sciopero scolastico Fridays for Future ispirato a Greta Thunberg ("sciopero del clima"). Promuove un ritiro graduale dal carbone in Germania entro il 2030 e una politica climatica compatibile con l'accordo di Parigi. Neubauer è membro del partito tedesco dei Verdi Bündnis 90 / Die Grünen ed è coinvolta in varie organizzazioni in cui lavora, tra le altre cose, per la giustizia tra generazioni e contro la povertà globale.

## Opere
- Sulla fine della crisi climatica - Una storia del nostro futuro, con Alexander Repenning, Tropen Verlag, Stoccarda 2019, ISBN 978-3-608-50455-2